# Station Nörvenich
Station Nörvenich (Duits: Bahnhof Nörvenich), was een station in de plaats en gemeente Nörvenich. Het station lag aan de lijn Mödrath - Nörvenich.